# Why Not Samba
Why Not Samba (podtytuł: Hot coctail of tropical grooves from Cold War Poland compiled by Soul Service DJ Team) – składanka wydana na CD i na winylu w 2008 roku przez Polskie Nagrania złożona z utworów polskich wykonawców z lat 60., 70. i 80. XX wieku, które zawierają latynoskie elementy (samba, bossa nova i inne rytmy tropikalne). Numer katalogowy SX 4006.

## Soul Service DJs
To pomysłodawcy tej kompilacji, również twórcy przypisów. Skład:
- Papa Zura
- Burn Reynolds
- DJ Misty
- Cpt. Sparky – w tym projekt okładki CD

## Inni
- Marta Lizak – mastering
- Maciek „Maceo” Wyrobek – translacja
- sponsorzy: Side One, Wax Box, Balsam, Dusty Groove America, Radio PiN

## Spis utworów
1. Young Power – First Not Last
2. Bemibem – Kolorowe lato/Colorful Summer
3. Wojciech Karolak – Why Not Samba
4. Test – Sam sobie żeglarzem/Lonesome Sailor
5. Jerzy Milian – Gacek
6. Crash i Grażyna Łobaszewska – W najprostszych gestach/In Simplest Gestures
7. Complot of Six – Pieprzem i solą/With Salt and Pepper
8. Novi Singers – Wszyscy razem/All Together
9. Jan Ptaszyn Wróblewski – Rajd Safari/Safari Raid
10. Piotr Figiel – Śniadanie o północy/Breakfast at Midnight
11. Bemibem – Jajecznica/Scrambled Eggs
12. Klan – Epidemia euforii/Epidemic Euphory
13. Skaldowie – Juhas zmarł/Young Sheppard Has Died
14. Jerzy Milian – Czasem bez tercji/Sometimes Without Third
15. Nasza Basia Kochana – Gniewna piosenka Muminka o lecie/Moomin’s Angry Summer Song